# Штайнер, Артур
Артур Штайнер (нем. Arthur Steiner) — скульптор-анималист, проживавший в Кёнигсберге (с 1945 года — Калининград), автор более 40 работ.

## Биография
Артур Штайнер родился 2 июля 1885 года в Гумбиннене (ныне — город Гусев Калининградской области). После окончания гимназии работал учеником продавца в зоологическом магазине. В этот период Штайнер стал создавать первые скульптуры животных.
С 1903 года Артур Штайнер проживал в Кёнигсберге. В конце 1920х скульптор создал скульптуру лося, которую приобрела фабрика майолики в качестве модели. В последующие годы фабрика приобрела также другие многочисленные работы мастера. В музее Восточной Пруссии в немецком городе Люнебург хранится керамическая фигура, предположительно выполненная фабрикой по модели Штайнера.
Одна из скульптур Штайнера была в передана в качестве подарка Вильгельму II в Дорн. Среди работ мастера также были военные мемориалы, бронзовый бюст и другие. Кёнигсберский скульптор Станислав Кауэр настолько ценил Штайнера, что оставил тому после смерти свои инструменты и запас мрамора.
В 1945 году Штайнер был эвакуирован из Кёнигсберга, жил в немецком городе Эрфурте. После смерти супруги в 1948 году вновь женился в 1951 году. Второй супругой скульптора стала его ученица из Кёнигсберга, Лизелотта Штайнер (в девичестве — Бакшиз). Её авторству принадлежит одна из самых известных скульптур Калининграда — «Ребёнок с кошкой». С 2007 года скульптура имеет статус объекта культурного наследия местного (муниципального) значения.
Скульптор скончался 24 сентября 1960 года в Лихене в Германии.

## Работы в Калининграде
Штайнер является автором более 40 работ. Однако в Калининграде находится всего 4 известных работы мастера.

### «Орангутан»
Скульптура «Орангутан» в натуральную величину была создана Штайнером в 1930 году. Первоначально скульптура была установлена около дома автора на Краусаллее, 62 (ныне — улица Каштановая аллея, 110). В послевоенные годы перемещена на территорию Калининградского зоопарка. Постановлением Правительства Калининградской области от 23 марта 2007 года № 132 скульптура «Орангутан» получила статус объекта культурного наследия местного (муниципального) значения.
В зоопарке хранятся еще две работы авторства Штайнера, подаренные в 2014 году внучкой мастера: статуэтка «Обезьянья любовь» и «Чаша с утками».

### «Пеликан»
Штайнер является автором ныне утраченной скульптуры пеликана — элемента внешнего оформления кирхи Креста (Крестовоздвиженский собор), построенной в 1930—1933 годах. Скульптура аллегорически символизировала христианскую жертвенность.

### «Лизонька с котятами»
Скульптура «Лизонька с котятами» выставляется в Музее Мирового океана в Калининграде. Экспонат был передан музею в подарок немецким обществом «Друзей Канта и Кёнигсберга» (нем. «Freunde Kants und Koenigsbergs») в 2015 году. Неизвестно, где скульптура выставлялась в Кёнигсберге.